# Лукашев, Николай Вадимович
Николай Вадимович Лукашев (18 декабря 1953 года) — российский химик-органик, доктор химических наук (с 1999 года), профессор (с 2008 года), заслуженный профессор Московского университета (с 2019 года).

## Биография
Николай Вадимович Лукашев родился в Москве. Его отец 1924 года рождения сразу после окончания школы попал на фронт, был тяжело ранен в одном из первых боёв и после лечения в госпитале участия в боевых действиях не принимал. После окончания войны поступил на физический факультет Московского государственного университета имени М. В. Ломоносова, который закончил с отличием в 1950 г. Мать работала на авиационном заводе, впоследствии окончила Московский авиационный институт (МАИ).
Николай заинтересовался химией во 2-м классе после того, как отец показал ему несколько опытов с бертолетовой солью, бихроматом аммония и другими реактивами. 
В 1970 году без экзаменов поступил на химический факультет МГУ имени М. В. Ломоносова, как победитель Всесоюзной олимпиады школьников по химии. В 1975 году окончил с отличием химический факультет МГУ и был зачислен на должность младшего научного сотрудника в лабораторию фосфорорганических соединений. В 1980 г защитил кандидатскую диссертацию на тему «Синтез и превращения моноокисленных производных амидодифосфинов. Фосфоротропная таутомерия» под руководством проф. И. Ф. Луценко и доц. В. Л. Фосса. С 1985 г. старший преподаватель, с 1993 г — доцент, с 2004 г. — профессор кафедры органической химии. С 2003 г. читает основной курс органической химии для общего потока на химическом факультета МГУ.

## Научная деятельность
Ранние исследования Николая Вадимовича Лукашева посвящены перегруппировкам фосфорорганических соединений. При работе над диссертацией им впервые было обнаружено новое явление — фосфоротропная таутомерия фосфорорганических соединений. С химией органических соединений фосфора была связана также его докторская диссертация — «Фосфорзамещенные нуклеофильные алкины. Конкурентные реакции присоединения и циклоприсоединения соединений двух и трёхкоординированного фосфора к нуклеофильным алкинам».

 Впоследствии Н. В. Лукашева заинтересовала химия стероидов, в частности, использование реакций, катализируемых комплексами переходных металлов для модификации стероидов, исследование реакции азид-алкинового циклоприсоединения (СuAAC) для создания новых типов стероидных молекул, разработка технологии синтеза фармакологически важных стероидных препаратов, стероидных средств защиты растений, а также использования желчных кислот для синтеза рецепторов на катионы и анионы.
Лукашев Н. В. опубликовал более 120 научных работ, получил 14 патентов РФ, под руководством Н. В. Лукашева защищено 11 кандидатских диссертаций и более 20 дипломных работ.

## Интересные факты
Николай Вадимович любит классическую музыку, оперу, балет, часто ходит в театры и на концерты, художественные выставки, любит путешествовать. В течение 30 сезонов регулярно занимался горнолыжным спортом и побывал на многих горнолыжных курортах России и Европы, совершил около 260 погружений как дайвер-любитель в разных частях света.

## Семья
Жена — профессор каф. биохимии РУДН (Российского университета Дружбы Народов) им. П. Лумумбы.
Сын Александр — вирусолог, профессор, чл.-корр. РАН, директор Института медицинской паразитологии, тропических и трансмиссивных заболеваний им. Е. И. Марциновского.
Дочь — кандидат физ.-мат. наук, проживает и работает в США, в свободное время растит дочь и увлекается дизайном сложных геометрических композиций.
У Н. В. Лукашева три внучки.